# مدرسة الأمراء

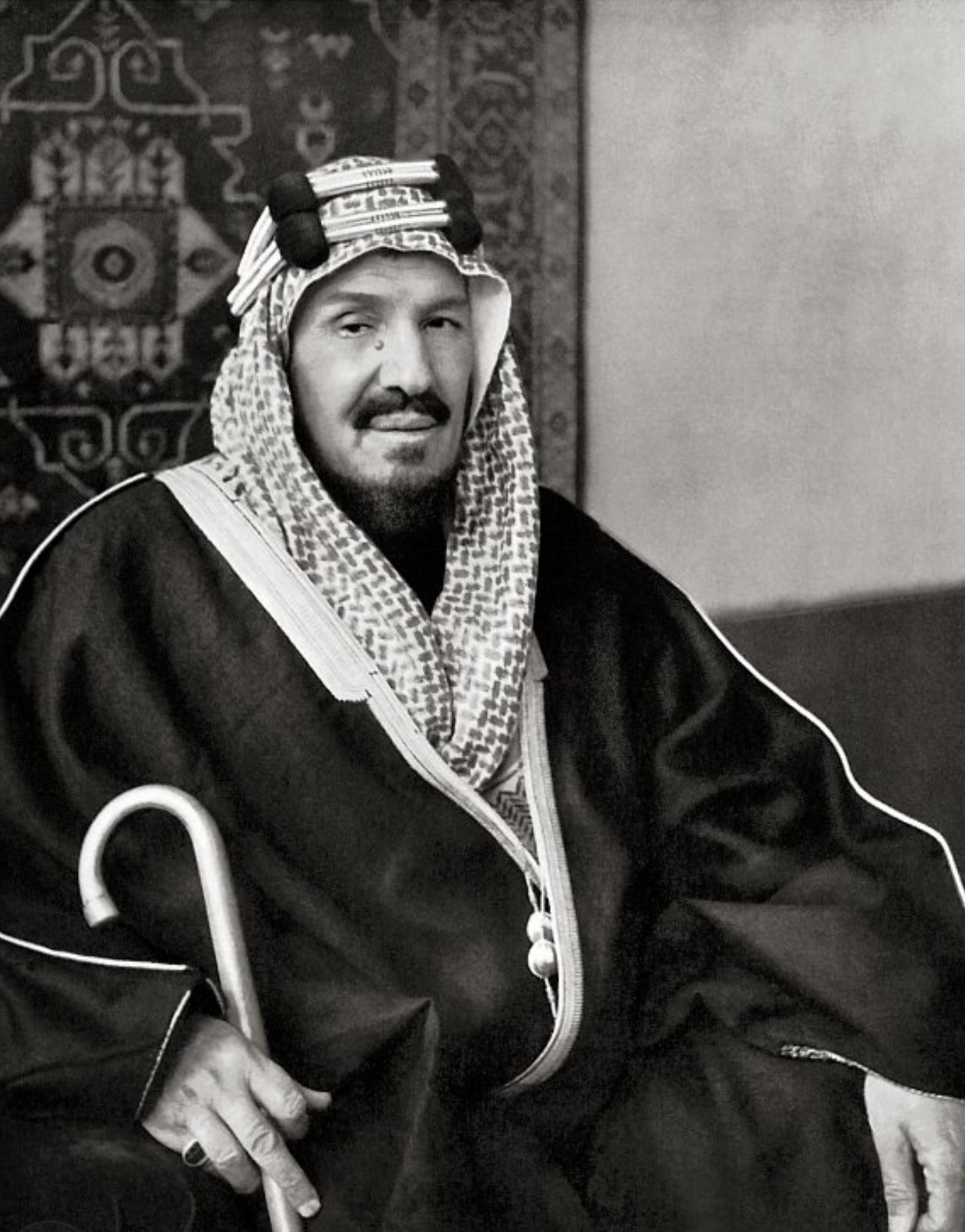
الملك عبد العزيز, مؤسس مدرسة الأمراء.

مدرسة الأمراء ، تعتبر من المدارس المنظمة في المملكة العربية السعودية.

## سنة التأسيس
فُتحت مدرسة الأمراء في سنة 1354هـ/1935م، وتعتبر أول مدرسة منظمة في الرياض،وكانت للأمراء انجال الملك عبدالعزيز آل سعود، وتولى التدريس بها احمد العربي وحامد حابس، ورشح حامد حابس أحمد علي للعمل معهم في مدرسة الأمراء، وفي شهر صفر 1356هـ/1937م ذهب الثلاثة بصحبة طاهر الدباغ إلى القصر للتشرف بالسلام على الملك عبد العزيز.

## بدايات عمل المدرسة
أُسندت رئاسة المدرسة إلى عبدالله خياط سنة 1356هـ/1937م، ويعاونه صالح خزامي وأحمد علي، وبدأوا في تدريس الامراء بمكة في بناية المدرسة المحمدية الواقعة في المعابدة، وقد بلغ اهتمام الملك عبد العزيز بالتعليم أنهُ كان يراجع كراس ابنائه الصغار والكبار ويسأل كل واحد منهم.، وانتقل العمل بالمدرسة إلى الرياض؛ فبدأت في يوم 13 /2/ 1357هـ بمقدار أربع حصص داخل الرياض وحصتان في قصر المربع، وقد بدأت بوادر النجاح لهذه المدرسة حين ختم الأمير عبد الرحمن القرآن الكريم يوم الخميس 13 /3 /1357هـ، واحتفلت المدرسة بهذه المناسبة بمشاركة أهالي الرياض.
وكان من اوائل من التحق من الامراء للدراسة بهذه المدرسة بندر ومساعد وعبد المحسن ومشعل وسلطان وعبد الرحمن وطلال ومشاري وبدر وتركي ثم تبعهم فهد بن محمد بن عبد العزيز وفهد بن سعود بن عبد العزيز وفيصل بن سعود بن عبد العزيز، وكانت الفصول ثلاثة فصول فصلاً للأنجال الخمسة الكبار وفصلاً آخر للأنجال الصغار وفصلاً للأتباع والخدم.

## زوار المدرسة
- محمد سرور الصبان
- صالح نصيف
- صالح الدباغ
- يوسف ياسين
- خالد بن أحمد القرقني[5]
- كامل القصاب
- حافظ وهبة [6]

## أبرز الأحداث
- في تاريخ 9 /5 /1357هـ انضم إلى المدرسة بعض أنجال الملك سعود بن عبدالعزيز آل سعود ثم أخذت المدرسة تستقبل طلبة العلم غير الأمراء رغبةً منها في انتشار العلم والمعرفة.
- أمر الملك عبد العزيز في عام 1357هـ أن تقتصر الدراسة على أربع حصص قبيل الظهر نظراً لموجة الحر التي عمت الرياض.
- في تاريخ 6 /9 /1359هـ بإمر من الملك عبد العزيز زارت المدرسة دورة تفتيشية تتألف من خالد أبو الوليد، وبشير السعداوي، ورشدي ملحس، وكانت مهمتها اختبار الطلاب في مختلف العلوم وفق المنهج المدروس.[7]

## الطلاب الذين درسوا فيها
- سلمان بن عبد العزيز, ملك المملكة العربية السعودية [8][9][10]
- فهد بن عبد العزيز, ملك المملكة العربية السعودية[11][12][13]
- أحمد بن عبد العزيز[بحاجة لمصدر]
- فيصل بن تركي الأول بن عبد العزيز آل سعود[بحاجة لمصدر]
- فواز بن عبد العزيز[14]
- نايف بن عبد العزيز آل سعود[15]
- سطام بن عبد العزيز[16]
- تركي الثاني بن عبد العزيز آل سعود[17]

## انظر ايضاً
- مدرسة
- مدرسة الفلاح

## وصلات خارجية
- الملك سلمان.. خريج مدرسة الأمراء.. رجل الدولة ومهندس الإنجازات.
- شهادة للتاريخ .. مدرسة الأمراء.